# Anahit Corona
Anahit Corona is een corona op de planeet Venus. Anahit Corona werd in 1985 genoemd naar Anahit, een Armeense godin van de vruchtbaarheid.
De corona heeft een diameter van 324 kilometer en bevindt zich in het quadrangle Snegurochka Planitia (V-1).